# Angela du Maurier
Angela du Maurier (1 de marzo de 1904-5 de febrero de 2002) era una novelista inglesa hermana de la escritora Daphne du Maurier y nieta del pintor y cartonista George du Maurier.

## Vida
La mayor de las tres hijas del actor Gerald du Maurier y la actriz Muriel Beaumont. Nació en St Pancras, Londres. Su abuelo era el autor y dibujante de Punch, George du Maurier. Su madre era sobrina del escritor  William Comyns Beaumont.
Originalmente iba a seguir la tradición familiar y ser actriz, pero tras la guerra viajó extensamente por Europa y se decantó por la escritura. Sus trabajos de ficción incluyen La Carretera a Leenane, Peregrinos en el camino, The Perplexed Heart, Reveille and Treveryan. Vivió en Ferryside, la casa familiar en Cornualles, la mayoría de su vida. Murió en Wandsworth, Londres, a la avanzada edad de 97 años.

## Obras
- 1939 The Perplexed Heart
- 1940 The Spinning Wheel (El destino de Mary)
- 1941 The Little Less (Trágica herencia)
- 1942 Treveryan
- 1946 Lawrence Vane (Ansia)
- 1948 Birkinshaw and other stories
- 1950 Reveille
- 1951 It's Only the Sister: an autobiography
- 1952 Shallow Waters
- 1963 The Road to Leenane
- 1965 Old Maids Remember: autobiography
- 1967 Pilgrims by the Way
- 1967 S is for Sin
- 1969 The Frailty of Nature
- (El amor abrió los ojos)